# Yū Yamamoto
Yutaka Yamamoto, detto Yū (山本 優?, Yamamoto Yutaka / Yamamoto Yū; 24 dicembre 1946 – 25 novembre 2018), è stato un autore e sceneggiatore di anime giapponese.
Esordisce verso il 1973 presso la Tatsunoko Production. Tra le serie da lui create come autore vi sono Angie Girl e la saga dei cosmo-rangers J9, dipanatasi in tre serie tv (Bryger, Baxinger e Sasuraiger) prodotte e trasmesse fra il 1981 e il 1984 (con la collaborazione di Monkey Punch per il charater design originale). Fra gli anime più popolari a cui ha lavorato come sceneggiatore vi sono Gordian, Yattaman, la prima serie di Gundam e la relativa trilogia di film, e Lamù, come supervisore della sceneggiatura.

## Opere principali
- La macchina del tempo, anime, 1975, sceneggiatura
- Angie Girl, anime, 1977, soggetto originale e sceneggiatura
- Ginguiser, anime, 1977, sceneggiatura
- Yattaman, anime, 1977, sceneggiatura
- Gordian, anime, 1978, soggetto originale e sceneggiatura
- Gundam, anime, 1979, sceneggiatura
- Capitan Jet, anime, 1980, sceneggiatura
- Gundam, trilogia movie, 1981, sceneggiatura
- Bryger, anime, 1981, soggetto originale e sceneggiatura
- Nino, il mio amico ninja, anime, 1981, sceneggiatura
- Baxinger, anime, 1982, soggetto originale e sceneggiatura
- Acrobunch, la leggenda del paese magico, anime, 1982, sceneggiatura
- Pollon, anime, 1982, organizzazione serie, sceneggiatura
- Sasuraiger, anime, 1983, soggetto e sceneggiatura
- Lamù, anime, 1984, organizzazione serie, sceneggiatura
- Forza campioni, anime, 1992-1993, soggetto originale e sceneggiatura